# مغامرات الأشباح
مغامرات الأشباح (بالإنجليزية: Ghost Adventures)‏ هو برنامج تلڤزيوني أمريكي عن الخوارق عُرض لأول مرة في 17 أكتوبر 2008 على قناة تراڤل، يقوم طاقم البرنامج زاك باجانز ونيك جروف وآرون جودوين بالتحقيق في المناطق التي تشير التقارير إلى أنها مسكونة. يقوم زاك باجانز بتقديم البرنامج وسرد الأحداث، ولاحقًا انضم كلا من بيلي تولي وچاي وازلي إلى طاقم البرنامج.

## روابط خارجية
- of Ghost Adventures
- of Ghost Adventures Live
- of the Ghost Adventures Crew (GAC)
- The Paranormal Society (officially authorized online content provider)
- مغامرات الأشباح على موقع IMDb (الإنجليزية)
- مغامرات الأشباح على موقع ميتاكريتيك (الإنجليزية)
- مغامرات الأشباح على موقع روتن توميتوز (الإنجليزية)
- مغامرات الأشباح على موقع كينوبويسك (الروسية)
- مغامرات الأشباح على موقع قاعدة بيانات الفيلم (الإنجليزية)
- of The Ghost Hosts Experience
- مغامرات الأشباح على TheTVDB.com